# Ligová fotbalová asociace
Ligová fotbalová asociace (LFA) je české zájmové sdružení právnických osob založené profesionálními kluby v roce 2011. Členem LFA musí být každý klub hrající první a druhou českou nejvyšší fotbalovou soutěž. Ligová fotbalová asociace může registrovat také přidružené členy, kteří nemusejí startovat v nejvyšších dvou soutěžích.
Vizí LFA je hájit zájmy profesionálních fotbalových klubů v České republice ve všech oblastech jejich činností. LFA současně řídí, organizuje a sama obchoduje profesionální fotbalové soutěže v ČR.
Od října 2018 je LFA členem mezinárodní organizace European Leagues a od února 2024 organizace World Leagues Association.

## Historie Ligové fotbalové asociace
- Březen 2011 – Kluby první a druhé ligy založily Ligovou fotbalovou asociaci (LFA), která bude působit v rámci Českomoravského fotbalového svazu. Do budoucna se počítá s tím, že se nová organizace bude zabývat propagací ligových soutěží a získá část pravomocí, které má v rámci profesionálních soutěží výkonný výbor svazu.
- Březen 2016 – Věcný obsah rámcové smlouvy mezi Ligovou fotbalovou asociací a Fotbalovou asociací České republiky schválily profesionální kluby první a druhé ligy. O den později řekl ano Výkonný výbor FAČR.
- Květen 2016 – Valná hromada Fotbalové asociace ČR schválila úpravu stanov a dala tak souhlas k podpisu smlouvy s Ligovou fotbalovou asociací o osamostatnění profesionálních soutěží.
- Červen 2016 – Ligová fotbalová asociace přebírá kontrolu nad řízením profesionálních soutěží. Od 1. července řídí první, druhou a juniorskou ligu. Rámcová smlouva mezi LFA a FAČR je podepsána na šest let s dvouletou opcí.
- Červenec 2018 – Červnový konec smlouvy mezi profesionálními kluby a marketingovou společností STES znamenal fakt, že veškerý obchod a marketing profesionálních soutěží si řídí Ligová fotbalová asociace, kde vzniká nové oddělení obchodu, marketingu a PR.
- Červenec 2024 – Začínají platit nové Stanovy LFA, které upravují složení Ligového a Kontrolního výboru LFA. Nově zaniká pozice předsedy a místopředsedů. Zvyšují se naopak kompetence výkonného ředitele. Výkonný výbor LFA má nadále sedm členů, tři členy má pak Kontrolní výbor LFA.

## Profesionální fotbalové soutěže v Česku
Ligová fotbalová asociace od roku 2016 plně kontroluje všechny profesionální fotbalové soutěže v České republice.

### Chance Liga
Jedná se o nejvyšší fotbalovou soutěž v systému fotbalových soutěží v Česku. Tato soutěž existuje od léta roku 1993, kdy byla rozdělena Fotbalová liga Československa na českou a slovenskou ligu. Od sezony 1997/98 do 2013/14 pak podle hlavního sponzora nesla název Gambrinus liga. Od sezóny 2014/15 se novým generálním partnerem stala společnost SYNOT. Sezónu 2015/16 zahájila pod názvem ePojisteni.cz liga a na další sezónu 2016/17 získala název po společnosti HET. Od ročníku 2017/18 až do roku června 2024 nesla název FORTUNA:LIGA. Počínaje 1. červencem 2024, tedy sezonou 2024/25, se nově jmenuje Chance Liga.
- Oficiální web soutěže

### Chance Národní Liga
Soutěž dříve nazývána jako 2. liga je od sezóny 1993/94 druhou nejvyšší soutěží v České republice. Během zimní přestávky 2012/13 byla soutěž přejmenována po novém generálním partnerovi a v současné době tedy nese název Chance Národní Liga.
Mistr ligy postoupí do nejvyšší soutěže a celky na druhém a třetím místě mohou o postup bojovat v baráži proti týmům z Chance Ligy na konečné 15. resp. 14. příčce. Poslední dva kluby zároveň profesionální soutěže opouštějí sestupem do České fotbalové ligy nebo Moravskoslezské fotbalové ligy podle své lokální příslušnosti.
- Oficiální web soutěže

## Organizační struktura Ligové fotbalové asociace[2]

### Ligové grémium
Nejvyšším orgánem LFA je Ligové Grémium, tedy setkání všech členským klubů, které zastupuje jejich statutární zástupce nebo pověřený člen managementu. Zasedání Ligového Grémia probíhá zpravidla ve čtvrtletních intervalech a rozhoduje prakticky o všem, co není stanovami nebo rozhodnutím Grémia svěřeno do kompetence Ligového výboru. Rozhodnutí Ligového Grémia nesmí odporovat normám nebo směrnicím UEFA, FIFA a FAČR.

### Ligový výbor LFA
Ligový výbor je statutárním orgánem sdružení, který řídí a zabezpečuje činnost sdružení a jedná jeho jménem. Do působnosti ligového výboru patří zejména zabezpečení veškerých činností souvisejících s chodem a hospodařením sdružení, včetně dispozice s finančními prostředky sdružení a přípravy návrhů pro hospodaření sdružení pro jednotlivá účetní období.
Ligový výbor je na základě změny Stanov LFA účinné od 1. července 2024 složen ze sedmi členů, přičemž hned pět členů bylo nominováno svými kluby na základě sportovního úspěchu a umístění v konečné tabulce (čtyři za Chance Ligu, jeden za Chance Národní Ligu). Zbývající dva členové pak byli zvoleni na Ligovém grémiu (jeden z Chance Ligy a jeden z Chance Národní Ligy). Funkční období členů Ligového výboru činí 1 rok.
Složení Ligového výboru LFA:
Členové za Chance Ligu: Ing. Dušan Svoboda (AC Sparta Praha), Ing. Václav Brabec (FC Baník Ostrava), Ing. Jaroslav Tvrdík (SK Slavia Praha), Ing. Dariusz Jakubowicz (Bohemians Praha 1905), Adolf Šádek (FC Viktoria Plzeň)
Členové za Chance Národní Ligu: Ladislav Minář (SK Sigma Olomouc B), Martin Vozábal (FC SILON Táborsko)
Složení Kontrolního výboru LFA:
Ing. Libor Kleibl, Richard Jukl, Lukáš Vaculík
Kontrolní výbor LFA je tříčlenný a všichni zástupci byli zvoleni na Ligovém grémiu. Dva jsou z týmů Chance Ligy a jeden Chance Národní Ligy. Funkční období členů Kontrolního výboru LFA činí 4 roky.

### Pracovní skupiny a odborné komise LFA
Pracovní skupiny složené z odborných zástupců jednotlivých členských klubů vytvářejí aktivní podporu a poradenství pro Ligový výbor a připravují materiály pro rozhodování Ligového Grémia. Ligová fotbalová asociace v současnosti pracuje se čtyřmi odbornými komisemi, které se zabývají událostmi a následujícími tématy v oblastech:
- Organizace soutěží a legislativy
- Marketingu a komunikace